# Västra Torup
Västra Torup est une localité de Suède dans la commune de Hässleholm en Scanie.
Sa population était de 216 habitants en 2019.